# Карабулак (Бурабайский район)
Карабула́к (каз. Қарабұлақ) — село в Бурабайском районе Акмолинской области Казахстана. Входит в состав Веденовского сельского округа. Код КАТО — 117037400.

## География
Село расположено в южной части района, на расстоянии примерно 76 километров (по прямой) к юго-западу от административного центра района — города Щучинск, в 17 километрах к юго-западу от административного центра сельского округа — села Веденовка.
Абсолютная высота — 422 метров над уровнем моря.
Ближайшие населённые пункты: село Жанатуган — на севере.

## Население
В 1989 году население села составляло 252 (из них казахи — основное население).
В 1999 году население села составляло 281 человек (150 мужчин и 131 женщина). По данным переписи 2009 года, в селе проживало 186 человек (91 мужчина и 95 женщин).
| Численность населения | Численность населения | Численность населения |
| 1989                  | 1999                  | 2009                  |
| --------------------- | --------------------- | --------------------- |
| 252                   | ↗281                  | ↘186                  |

## Улицы[5]
- ул. Центральная
- ул. Школьная